# Битва при Шпихерне
Битва при Шпихерне состоялась 6 августа 1870 г. и является второй битвой Франко-прусской войны. 
В тени таких сражений как битва при Марс-ла-Тур и при Гравелоте, сражение у Шпихерна остаётся мало изученным и мало известным.

## Подготовка к битве

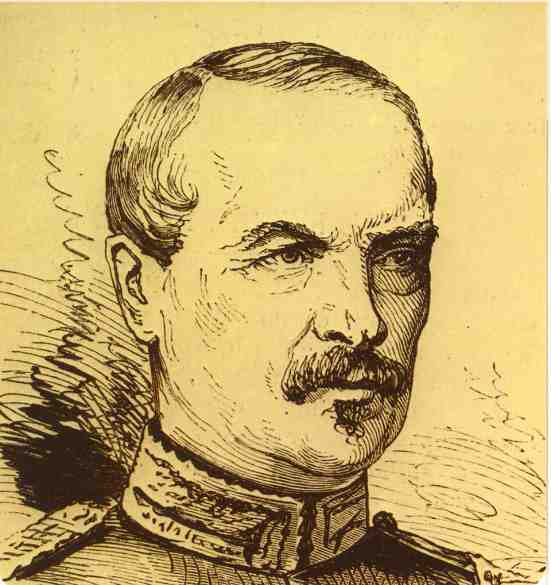
Шарль Огюст Фроссар
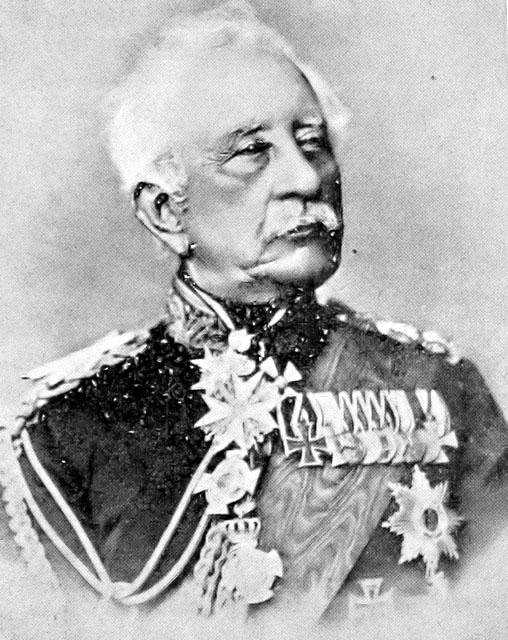
Карл-Фридрих фон Штейнмец

4 августа 1870 г. прусские войска вторглись на территорию Франции. Немецкая армия, имея семикратное превосходство в живой силе над противником, смогла занять Вейсенбург и продолжала продвигаться вглубь французской территории. Незамедлительно была мобилизована армия Лотарингии. Но было уже поздно. Прусские войска слишком быстро продвигались, и теперь французы были вынуждены отступать. Отступая, французский генерал Фроссар совершил много стратегических ошибок. Он не приказал разрушить мосты через Саар, повредить телеграф и железные дороги, оставляя все эти драгоценные ресурсы немцам.

## Битва
В первой половине дня 6 августа началась битва. Фроссар занял удобные высоты и приготовился отражать прусские атаки. Прусские войска, на протяжении всего дня получавшие подкрепление, вводили в бой всё новых и новых солдат. Фроссар несколько раз просил главнокомандующего Базена выслать подкрепления, но Базен решил, что битва все равно проиграна и, опасаясь окружения собственной армии, не выслал подкрепление.
Прусские крупповские пушки быстро подавили недальнобойную французскую артиллерию. Примерно в 16.00 прусские войска с большими потерями захватили подступы к высотам, где расположилась французская армия. Фроссар приказал пехоте идти в атаку. Завязался ожесточенный бой, местами переходивший в рукопашную. Ближе к вечеру не дождавшийся подкрепления Фроссар приказывает солдатам спускаться с высот. Французы начинают покидать свои укрепления.

## Конец битвы

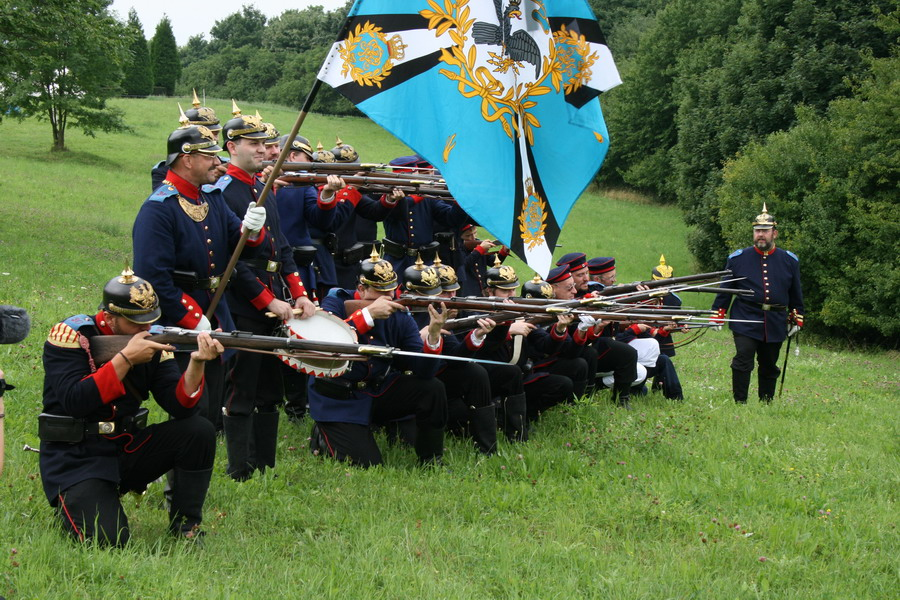
Историческая реконструкция штурма Шпихернских высот

Бой продолжался в виде небольших стычек в окрестных деревнях до раннего утра 7 августа. Армия Штейнмеца понесла большие потери, но сражение выиграла. Теперь вся французская армия продолжала отступление вглубь своей страны. С отступлением Фроссара французская армия потеряла последний шанс дать отпор противнику недалеко от его собственной территории.
Стоит заметить, что в этот же день состоялась битва при Вёрте, в которой более знаменитый французский главнокомандующий Мак-Магон потерпел катастрофическое поражение.